# Fürstentum Muzakaj

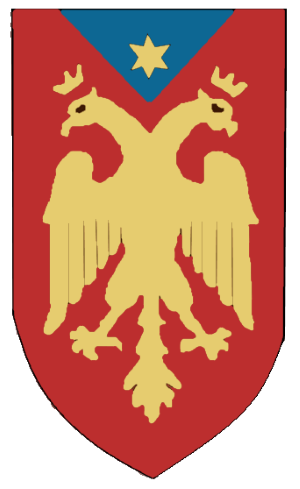
Wappen der Familie Muzaka ab 1372

Das Fürstentum Muzakaj (albanisch Principata e Muzakajve) war ein Fürstentum in Mittel- und Südalbanien, das von 1335 bis 1444 bestand. Dessen Begründer war Andrea II. Muzaka aus dem Adelsgeschlecht der Muzaka, der kurz vor seinem Tod (1372) vom byzantinischen Kaiser Johannes V.  den Despotentitel erhielt.

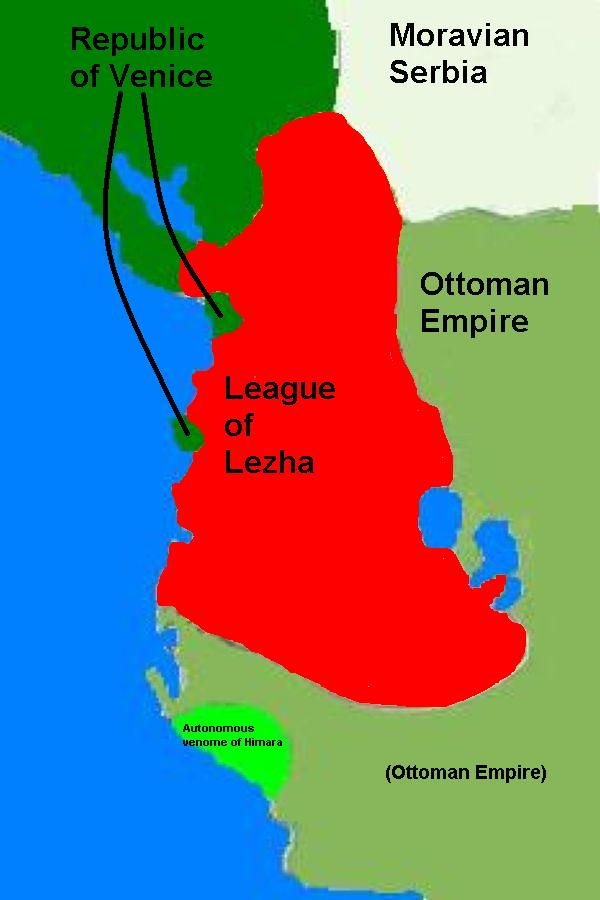
Vereinfachte Darstellung des Einflussgebiets der Liga unter Skanderbeg (1444–1479)

Andrea II. erweiterte sein Territorium auf sein Maximum: von der Adria zwischen den Flüssen Vjosa und Devoll nach Osten, einschließlich der Korça-Ebene. Die Hauptstadt war Berat in Südalbanien.
Ab 1336 unterwarf der serbische König Stefan IV. Dušan in mehreren Feldzügen die albanischen Fürstentümer. Andrea Muzakas Territorium wurde dem neuen Großreich ebenfalls einverleibt, wenngleich seine Truppen 1340 ein serbisches Kontingent am Pelister besiegen konnten.
Als Andrea II. Muzaka 1372 starb, folgte ihm sein ältester Sohn Theodor II., der ebenfalls den Despotentitel annahm. Er starb 1389, möglicherweise in der Schlacht auf dem Amselfeld. Sein jüngerer Bruder Gjin I. Muzaka herrschte  bis 1389/90 als Sebastokrator über Korça und Kastoria.
Im Jahr 1396 hatte die Familie Muzaka wieder die Kontrolle über Berat.
Theodor III. Muzaka, der sich im Kampf gegen das Osmanische Reich engagierte, führte in den Jahren 1432–36 und 1437/1438 Aufstände gegen die Osmanen, die von den Osmanen unterdrückt wurden. Am 2. März 1444 verbündete er sich mit anderen albanischen Fürsten in der Liga von Lezha unter Führung von Georg Kastriota und das Fürstentum wurde somit aufgelöst.
Das Fürstentum wurde von folgenden Fürsten regiert:
- Andrea I. Muzaka (1280–1319)
- Theodor I. Muzaka (1319–1331)
- Andrea II. Muzaka (1335–1372)
- Theodor II. Muzaka (1372–)
- Theodor III. Muzaka (–1444)